# NGC 7618
NGC 7618 é uma galáxia elíptica (E) localizada na direção da constelação de Andromeda. Possui uma declinação de +42° 51' 10" e uma ascensão reta de 23 horas, 19 minutos e 47,3 segundos.
A galáxia NGC 7618 foi descoberta em 8 de Outubro de 1879 por Édouard Jean-Marie Stephan.